# Wahlenbergia parvifolia
Wahlenbergia parvifolia är en klockväxtart som först beskrevs av Peter Jonas Bergius, och fick sitt nu gällande namn av Thomas G. Lammers. Wahlenbergia parvifolia ingår i släktet Wahlenbergia och familjen klockväxter. Inga underarter finns listade i Catalogue of Life.